# Пасаж Андреоллі
Пасаж Андреоллі — найстаріший з пасажів Львова, що знаходився в сучасних будинках № 12 по вул. Театральній та № 29 на площі Ринок.
У 1803 році кондитер Домінік Андреоллі, що прибув зі Швейцарії, відкрив тут цукерню. Справи йшли добре, невдовзі цукерня стала модною, а прохід отримав назву Андреоллі. Є цікава історія пов'язана з ім'ям цього кондитера. Одного разу, запаковуючи  чергове замовлення, він випадково використав папір на якому його син вирішив написати слова, щоб підбадьорити батька: «Ти найкращий, і робиш хорошу справу». На наступний день, зі словами вдячності, на порозі Андреоллі уже стояв клієнт, який отримав цей шоколад. Після цього випадку до кожного замовленням Домінік вкладав записочку, яку писав його син. Написані, від душі, ці побажання-передбачення, мали дійсно магічну силу. Вони надихали людей на нові звершення, заряджали вірою в свої сили та просто дарували хороший настрій. І дуже скоро про його магічний шоколад розповсюдилась по всій окрузі.
Згодом тут утворився невеличкий базар, тут було декілька крамниць, а на хідниках під стінами лежали купи різного краму. Торцеві стіни брами прикрашали кольорові розписи, на яких були зображені мішки з екзотичними прянощами, пальмові дерева, таємничі фруктові дерева на яких ростуть пряники та медівники.

## Хронологія
- 1765—1778 роки — будівничим Франциском Кульчицьким споруджена чотириповерхова кам'яниця на площі Ринок, 29 за проєктом архітектора Христофора Мурадовича та на кошти полковника, останнього польського королівського коменданта львівського гарнізону Феліц'яна Коритовського. Кам'яниця має велике внутрішнє подвір'я, що закінчується наскрізним арочним проходом на вулицю Театральну, 12.
- 1803 року кам'яниця стала власністю Доменіко Андреоллі, який прибув до Львова зі Швейцарії. У 1825 році він відкрив тут одну з перших цукерень у Львові і згодом поряд з нею почали утворюватися інші крамниці. Від того часу за наскрізним проходом закріпилася назва — пасаж Андреоллі. Кам'яниця була власністю родини Андреоллі майже 70 років.
- 1814 року — в історії Львова Андреоллі відомий ще й своєю участю в організації добровільної міської міліції.
- 1830 року — цукерню успадкував його рідний брат Ехрбар Андреоллі, за якого цукерня остаточно занепадає і близько 1870 року кам'яницю та частину цукерні придбала родина Ербарів, які провадили давню цукерню до кінця XIX століття.
- 2007 року — в історичному пасажі, групою ентузіастів було відкрито кав'ярню «На бамбетлі».
- 2014 року — заснована компанія «Торба Щастя» (з 2022 року Hello Dream) — команда якої поставила собі за мету продовжити справу Домініка Андреоллі та відновила виготовлення шоколаду з передбаченнями у Львові.